# JAC Refine S5
La JAC Refine S5 (chiamata precedentemente anche JAC Eagle S5) è un'autovettura di tipo crossover SUV prodotta dalla casa automobilistica cinese JAC Motors dal 2013 al 2020.

## Storia
La Refine S5 è il primo modello della gamma Refine che identifica i SUV e le monovolume della JAC. Venne presentata al salone di Guangzhou nel novembre 2012 con il nome di JAC Eagle S5 ma il nome venne cambiato in Refine S5 quando entra in produzione il 5 gennaio del 2013 in un nuovo stabilimento sito ad Hefei in Cina.
Il telaio di base è quello della berlina JAC J5 allungato nel passo e utilizza lo schema con trazione anteriore, monoscocca mista in acciai alto-resistenziali e acciai a deformazione programmata e sospensioni anteriori indipendenti di tipo MacPherson e posteriori indipendenti con schema Multilink e barra stabilizzatrice. Tra i dispositivi di sicurezza erano di serie sei airbag, ABS, EBD, controllo della stabilità ESP e della trazione, sistema di monitoraggio della pressione degli pneumatici e optional freno a mano elettrico con auto hold e blocco della vettura nelle partenze in salita. 
Esteticamente possiede un design ispirato alla Hyundai ix35 sia esternamente che internamente. La carrozzeria è lunga 4,45 metri, alta 1,670 metri e larga 1,84 metri. 

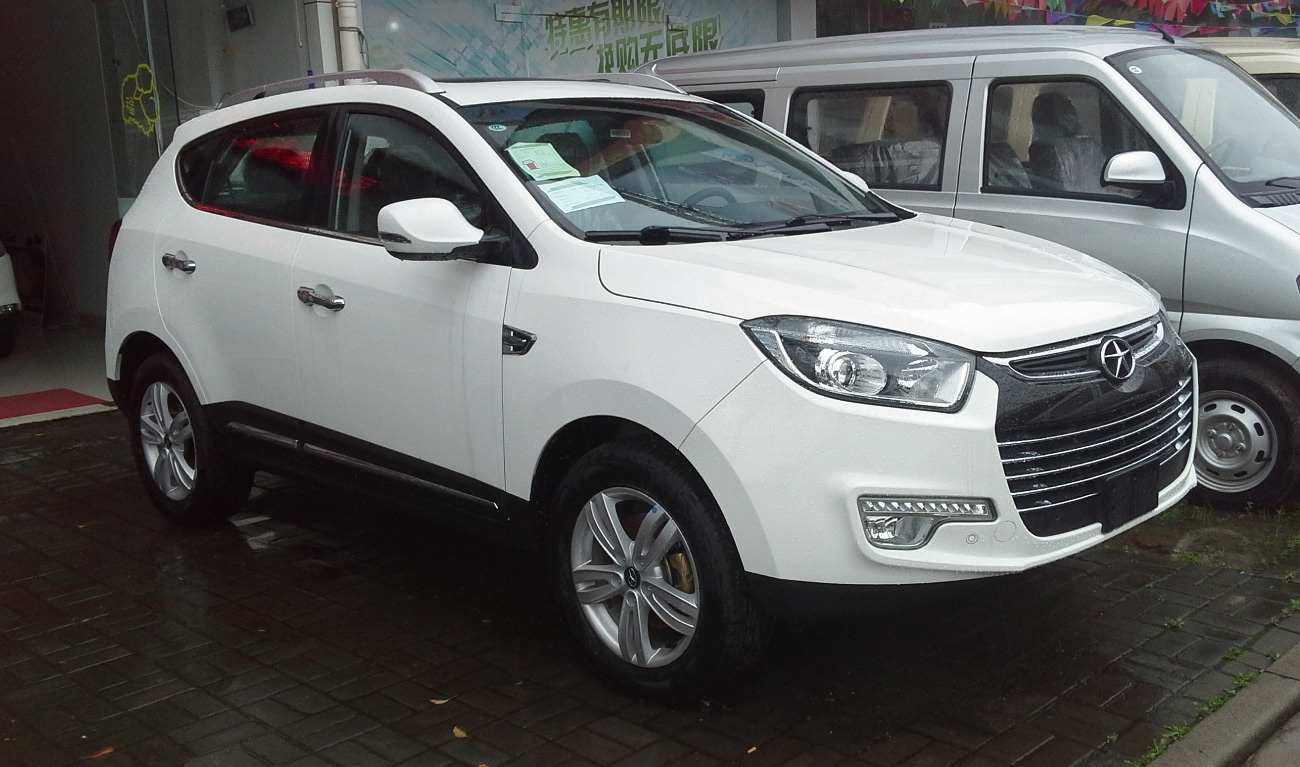
La Refine S5 dopo il restyling del 2015

Nel 2015 è stata presentata in Cina la versione restyling denominata S5 II che presenta un frontale rinnovato con una nuova calandra cromata e nuovi paraurti anteriori con un fascione in plastica nero. Venne migliorata la dinamica con sospensioni e ammortizzatori rivisti e assetto irrigidito. 
La gamma motori si compone di tre propulsori a benzina: il più piccolo è un 1.5 litri quattro cilindri con fasatura variabile VVT e iniezione diretta, turbocompressore Garrett erogante 174 cavalli e 251 N m di coppia a 1500 giri abbinato ad un cambio manuale a 6 rapporti oppure un automatico Getrag a doppia frizione a 6 rapporti. Il secondo motore è un 2.0 litri aspirato con fasatura variabile ed iniezione multipoint erogante 136 cavalli abbinato ad un cambio manuale a 6 rapporti, tale motore nel 2015 è stato potenziato a 144 cavalli. Il terzo motore disponibile era il 2.0 Turbo con iniezione diretta proposto con cambio manuale a 6 rapporti erogante 163 cavalli oppure con cambio manuale a sei rapporti erogante 177 cavalli.